# 壽老人

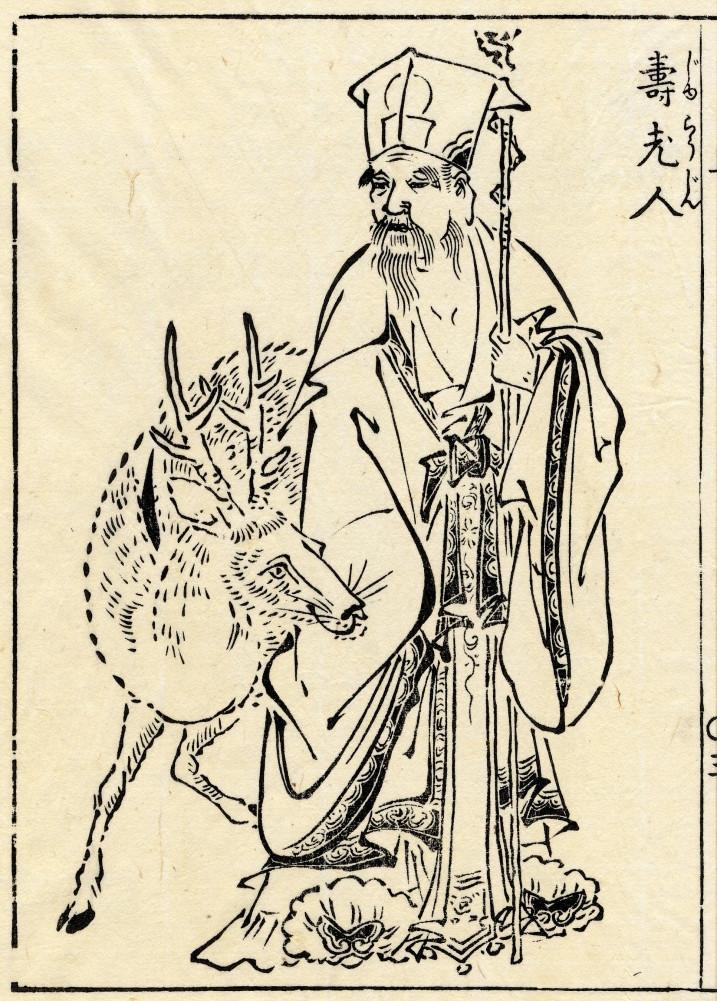
壽老人，橘守國

壽老人（日语：／ Jurōjin），日本神話中的七福神之一。相傳是南極仙翁的化身，被視為是長壽的象徵。
壽老人的形象為留著長長白鬚的老人，手持拐杖和扇子，常有牡鹿、白鶴或龜伴隨身旁。